# Schoenmakerspoort
De Schoenmakerspoort is een voormalige stadspoort van de Nederlandse stad Deventer. De poort was dicht bij de Veerpoort gelegen. De poort dankte zijn naam aan het schoenmakers perk dat bij de poort lag. De poort is in de 16de eeuw verdwenen na de bouw van het bastion 'Graaf van Buren' die ter bescherming van de oude brug werd aangelegd.
Bergpoort 
· Brinkpoort 
· Duimpoort 
· Heestpoort 
· Kraanpoort 
· Melksterpoort
· Mosselpoort
· Noordenbergpoort
· Pijperspoort
· Raampoort
· Schoenmakerspoort
· Veerpoort 
· Verwerspoort 
· Vispoort 
· Vullerspoort
· Zandpoort